# 睡眠と情動

情動は、メンタルヘルス全般に鍵となる役割を果たす。また、睡眠は感情機能の最適な恒常性を維持する上で、重要な役割を果たす。睡眠不足は睡眠剥奪（Sleep deprivation）の形でも睡眠制限（Sleep restriction）の形でも、情動の生成、情動制御、感情表現に悪影響を及ぼす。

## 睡眠不足と情動反応性のモデル
科学者らは、睡眠不足が情動に与える影響について、２つの説明をしている。１つ目の説明は、睡眠不足が情動を司る脳領域の抑制を解除し、それが情動の強さを全体的に増加させる (調節障害モデルとも呼ばれる)。２つ目は、睡眠不足がどのように疲労と眠気の増加を引き起こし、エネルギーと覚醒の全体的低下に相まって、情動の強さの全体的低下につながると説明する (疲労モデルと呼ばれる)。
調節障害モデル
調節障害モデルは、神経解剖学的、生理学的、主観的な自己報告の研究によって裏付けられている。機能的磁気共鳴画像法で測定したところ、情動を司る脳領域 (扁桃体など) は、一晩睡眠不足になった後で、感情的にネガティブな写真に60%高い反応を示した。1日睡眠時間4時間の睡眠制限 (Sleep restriction) を5日間与えると、扁桃体の調節に関与する皮質脳領域との接続が低下した。睡眠剥奪 (Sleep derivation) 後には、ネガティブな写真に反応して、瞳孔径が大幅に増加することが示された。ポジティブな刺激を受けると、睡眠剥奪された参加者は、中脳、線条体、辺縁系および視覚処理を司るあらゆる脳領域全体で、情動反応の増幅を示した。一晩睡眠剥奪の状態での参加者は、睡眠剥奪されていない参加者よりも、中立的な画像を見てより否定的に判断するようになった。一晩の睡眠不足でも、否定的な刺激に対する衝動性の増加を引き起こした。
疲労モデル
疲労モデルは、主観的な自己報告と生理学的研究によって裏付けられている。脳波計 (electroencephalograph, EEG) で測定される覚醒度は、睡眠不足が増えるにつれて低下し、パフォーマンスや努力する意欲の低下につながる。短期的な睡眠不足は、人の表情が否定的か肯定的かを認識する中での鈍化に関連した。感情表情はそれが表情によるものでも声によるものでも、睡眠不足に悪影響を受ける。一晩の睡眠剥奪を受けた参加者は、ポジティブな刺激に反応において、表情による表現力の低下を示し、ポジティブな感情の声の表現力も低下を示した。睡眠を剥奪すると、感情的な表情への反応において、その反応生成が遅くなった。健康な成人が1〜2晩睡眠不足になると、生成されるポジティブな気分 (幸福感や活性力) の強度が低下し、生成されるネガティブな気分 (怒り、憂鬱、恐怖、疲労など) の強度の増加をも見せた。睡眠が十分でない状態が慢性的に長期間続くと、楽観主義性や社交性が低下し、眠気や疲労の主観的経験が増加する。さらに、1週間にわたって毎晩5時間に睡眠が制限されると、主観的な気分障害や眠気を自己報告する人が大幅に増える。

## 睡眠、情動、精神疾患
睡眠パターンの欠陥は、多くの精神疾患で顕著である。不眠症はうつ病エピソード (うつ病特有の興味や喜びの消失、疲れやすさなどの症状) のリスクを高め、睡眠剥奪は軽躁病の発症に影響を与える。睡眠パターンは行動障害や気分障害 (感情障害とも呼ばれる) に影響され、感情的および認知的健康の側面は睡眠パターンに影響される。精神疾患 (うつ病や不安障害など)、境界性パーソナリティ障害、双極性障害、パニック障害と診断された個人について、科学者らはその感情調節への睡眠パターンの影響を調査した。その方法には、感情機能の観察、主観的、行動的、生理学的測定が含まれる。
感情調節が困難であると、うつ病や不安、境界性パーソナリティ障害などの症状を重篤化させ、それはさらなる睡眠パターンの悪化へとつながる。心拍数変動 (Heart rate variability, HRV) は、心拍間の時間間隔と説明され、感情調節能力に関連する。安静時HRVが高いほど感情調節能力が高く、安静時HRVの低さは感情調節能力の低さに関係している。生理学的データは、HRVが睡眠不足に悪影響を受けることを示唆している。これはHRVの低下による認知抑制の増加を示す、睡眠の質の低いパニック障害患者に見られる。感情調節障害は、全般性不安障害、パニック障害、強迫性障害、および心的外傷後ストレス障害にも関与していることが示されている。睡眠不足は全体的に、元々感情調節障害に陥りやすい人々の情動を弱める役割を果たすだけでなく、感情調節障害をもたらすことで様々な精神疾患の状態を維持する。

## 子供と情動の発達
幼少期に発達する重要な情動的特徴は、例えば親しみやすさ、順応性、愛着などであるが、睡眠の質と時間に関係がある。睡眠が妨げられると、よく泣くということが議論されている。泣くことは行動調節障害の初期の状態であると解釈され、従って感情調節にも関連づけられてきた。

## 気分調節システムとしての夢
夢を見ることは、非臨床的集団において、気分を改善する方法であるとの仮説が立てられている。この現象のエビデンスは、心理療法における家庭での夢の報告と、レム睡眠段階で参加者を目覚めさせた後に収集された実験室での夢によっている。大人はネガティブな感情要素を持つ夢をよく覚えている傾向があり、女性は男性より多くの夢を覚えていた。夢を思い出すと、不安レベルが高まり、眠りが浅くなった。
ストレス後の夢
うつ病と健康な成人を対象に実施された研究によると、健康な被験者では、夢を見ることが気分にプラスの影響を与え、夜間のストレスに対処する方法であると示された。うつ病の被験者の場合、夢はさらに気分を悪化させる可能性があった。この研究は興味深い結果を出したが、サンプルが少ないことと、うつ病患者による夢の報告が限られていたため、一般化の可能性は限られている。
情動は、睡眠における他の段階よりもレム睡眠の段階でより顕著になる。レム睡眠中はネガティブな情動が減少することが判明した。カートライトらが行なった研究では、レム睡眠の段階を経た後、うつ病患者の気分が良くなったと報告している。反対に、に、レボンスオによって提案された理論では、人はネガティブな感情や否定的な出来事を経験すると、睡眠中にレム睡眠がそれらの出来事を再現する。これはリハーサルとして知られると述べている。レム睡眠中には脳の領域、つまり眼窩下 (がんかか)、および皮質領域は情動を司るが、興奮する情動の抑制も活性化される。非常に刺激的な出来事の後に体内に放出されるホルモンであるノルアドレナリンが減少していることに、科学者らは気づいた。オーケルシュテットが観察したように、人々は生活の中でストレスの多い出来事が起こった時に、入眠が困難である、あるいは一晩中ずっと眠れないと報告した。レム睡眠は、ネガティブ感情や高いストレスを抱えている人々を助ける。

## 概日リズムと情動
概日リズムは人にいつ寝るべきか、いつ起きるべきかの信号を与える。概日リズムと睡眠覚醒サイクルがずれると、悪影響を及ぼし、情緒不安定につながる可能性がある。情動は概日リズムと起きている時間によって変化することが分かっている。交替勤務障害や時差ぼけ障害などの概日睡眠リズム障害も同様に、イライラ、不安、無関心、不快感などの症状を伴い、感情調節障害をもたらすことが分かっている。